# Triheptagonální dláždění

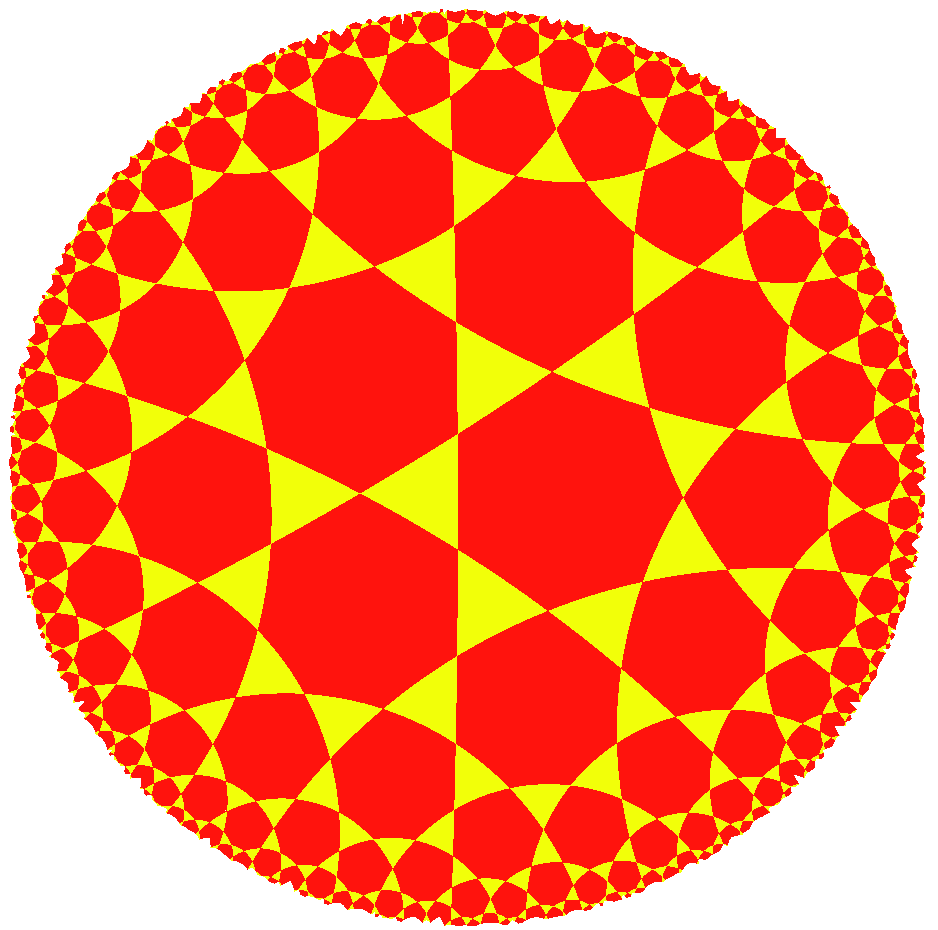
Triheptagonální dláždění zobrazené Poincarého kruhovou projekcí.

Triheptagonální dláždění je způsob semiregulárního dláždění v hyperbolické geometrii. Každý vrchol se nachází na pomezí dvou trojúhelníků a dvou šestiúhelníků, každá hrana odděluje šestiúhelník od trojúhelníka.

## Duální dláždění

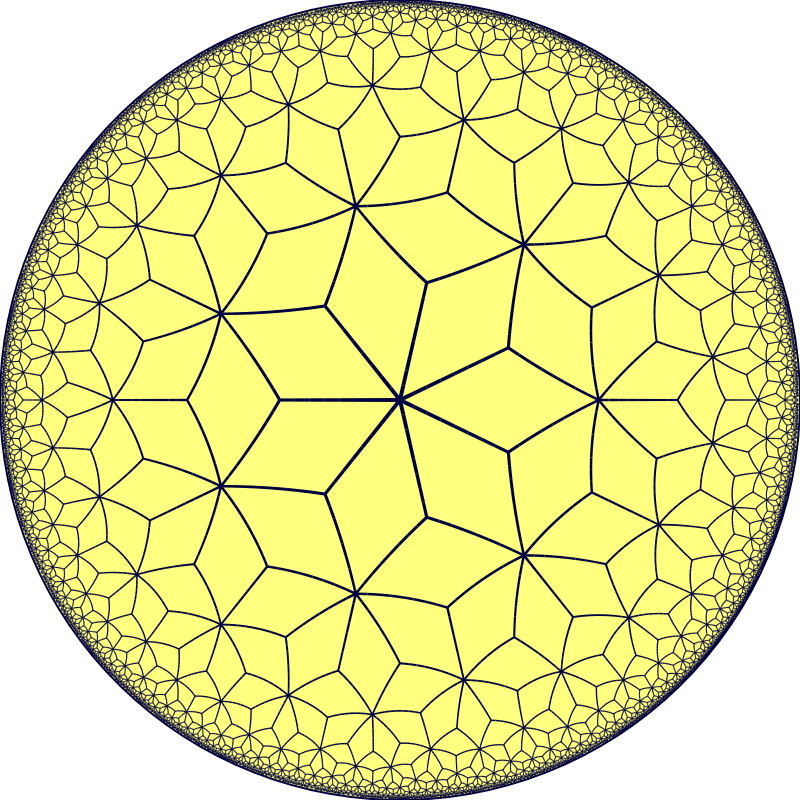
Duální dláždění k triheptagonálnímu dl.